# Język sumeri
Język sumeri, także: sumuri, sumerine, tanahmerah, tanah merah – język papuaski używany w indonezyjskiej prowincji Papua Zachodnia, w kabupatenie Teluk Bintuni na półwyspie Bomberai. Według danych z 1978 r. posługuje się nim 500 osób.
Nie jest spokrewniony z językiem tabla z grupy sentani, również określanym jako tanahmerah. Według klasyfikacji Ethnologue tworzy odrębną grupę w ramach języków transnowogwinejskich. H. Hammarström (2018) i B. Palmer (2018) klasyfikują go jako izolat. C.L. Voorhoeve (1975) zasugerował związek z językami mairasi, klasyfikując mairasi i sumeri w obrębie języków transnowogwinejskich. Przynależność sumeri do tej rodziny postulowano na podstawie form zaimków i pewnych danych leksykalnych.
Nie został dobrze poznany, brak bliższych informacji nt. jego gramatyki i społeczności użytkowników.